# Ronde van Missouri 2007
De eerste editie van de Ronde van Missouri werd gehouden van 11 tot en met 16 september 2007. 
Er stonden zes etappes op het programma, waaronder een individuele tijdrit. De zes etappes gingen over een totale afstand van 905 km. In tegenstelling tot het parcours van de Ronde van Californië en de Ronde van Georgia staat de Ronde van Missouri niet te boek als loodzwaar. Wel waren er drie ritten waarin het peloton enkele heuvels voor de kiezen kreeg.

## Deelnemende ploegen
- Discovery Channel Pro Cycling Team
- Saunier Duval-Prodir
- DFL-Cyclingnews-Litespeed
- Team Sparkasse
- Health Net presented by Maxxis
- Navigators Insurance Cycling Team
- Team Slipstream Powered By Chipotle
- Symmetrics Cycling Team
- Tecos de la Universidad de Guadalajara
- Toyota - United Pro Cycling Team
- BMC Racing Team
- Jelly Belly Cycling Team
- KodakGallery.com - Sierra Nevada Brewing Co.
- Colavita / Sutter Home Presented by Cooking Light
- USA Cycling National Development Team

## Etappe-overzicht
| Etappe | Datum | Route                        | Afstand    | Etappewinnaar      | Klassementsleider |
| ------ | ----- | ---------------------------- | ---------- | ------------------ | ----------------- |
| 1      | 11.09 | Kansas City - Kansas City    | 137 km     | Iván Domínguez     | Iván Domínguez    |
| 2      | 12.09 | Clinton - Springfield        | 202 km     | George Hincapie    | George Hincapie   |
| 3      | 13.09 | Branson                      | 29 km (it) | Levi Leipheimer    | George Hincapie   |
| 4      | 14.09 | Lebanon - Columbia           | 214 km     | Luciano Pagliarini | George Hincapie   |
| 5      | 15.09 | Jefferson City - St. Charles | 204 km     | Danny Pate         | George Hincapie   |
| 6      | 16.09 | St. Louis                    | 119 km     | Iván Domínguez     | George Hincapie   |

## Etappe-uitslagen

### 1e etappe
| Kansas City – Kansas City (137 km) |                |                                  |            |
| Plaats                             | Naam           | Ploeg                            | Tijd       |
| Winnaar                            | Iván Domínguez | Toyota - United Pro Cycling Team | 3u 05' 37" |
| 2                                  | Zachary Bell   | Symmetrics Cycling Team          | z.t.       |
| 3                                  | Kyle Wamsley   | Navigators Insurance             | z.t.       |

### 2e etappe
| Clinton – Springfield (202 km) |                  |                                  |            |
| Plaats                         | Naam             | Ploeg                            | Tijd       |
| Winnaar                        | George Hincapie  | Discovery Channel                | 4u 35' 26" |
| 2                              | Frank Pipp       | Health Net presented by Maxxis   | z.t.       |
| 3                              | Dominique Rollin | KodakGallery.com - Sierra Nevada | z.t.       |

### 3e etappe
| Branson – Branson (individuele tijdrit over 29 km) |                 |                                |            |
| Plaats                                             | Naam            | Ploeg                          | Tijd       |
| Winnaar                                            | Levi Leipheimer | Discovery Channel              | 0u 39' 37" |
| 2                                                  | Nathan O'Neill  | Health Net presented by Maxxis | + 00' 16"  |
| 3                                                  | Matti Helminen  | DFL-Cyclingnews-Litespeed      | + 01' 27"  |

### 4e etappe
| Lebanon – Columbia (214 km) |                    |                                  |            |
| Plaats                      | Naam               | Ploeg                            | Tijd       |
| Winnaar                     | Luciano Pagliarini | Saunier Duval-Prodir             | 5u 07' 52" |
| 2                           | Andrew Pinfold     | Symmetrics Cycling Team          | z.t.       |
| 3                           | Iván Domínguez     | Toyota - United Pro Cycling Team | z.t.       |

### 5e etappe
| Jefferson City – St. Charles (204 km) |                  |                                |            |
| Plaats                                | Naam             | Ploeg                          | Tijd       |
| Winnaar                               | Danny Pate       | Team Slipstream / Chipotle     | 4u 50' 21" |
| 2                                     | John Fredy Parra | Universidad de Guadalajara     | + 00' 08"  |
| 3                                     | Jeff Louder      | Health Net presented by Maxxis | z.t.       |

### 6e etappe
| St. Louis – St. Louis (119 km) |                  |                                  |            |
| Plaats                         | Naam             | Ploeg                            | Tijd       |
| Winnaar                        | Iván Domínguez   | Toyota - United Pro Cycling Team | 2u 37' 13" |
| 2                              | Andrew Pinfold   | Symmetrics Cycling Team          | z.t.       |
| 3                              | Dominique Rollin | KodakGallery.com - Sierra Nevada | z.t.       |

## Eindklassementen

### Algemeen klassement
| Ronde van Missouri 2007 |                    |                                  |           |
| Plaats                  | Naam               | Ploeg                            | Tijd      |
| Gele trui               | George Hincapie    | Discovery Channel                | 21u00'33" |
| 2                       | William Frischkorn | Team Slipstream / Chipotle       | +01' 38"  |
| 3                       | Dominique Rollin   | KodakGallery.com - Sierra Nevada | +02' 09"  |
| 4                       | David Cañada       | Saunier Duval-Prodir             | +02' 21"  |
| 5                       | Michael Friedman   | Team Slipstream / Chipotle       | +02' 46"  |
| 6                       | Frank Pipp         | Health Net presented by Maxxis   | +02' 51"  |
| 7                       | Valeryi Kobzarenko | Navigators Insurance             | +03' 06"  |
| 8                       | Andrew Randell     | Symmetrics Cycling Team          | +03' 50"  |
| 9                       | Stefan Parinussa   | Team Sparkasse                   | +04' 26"  |
| 10                      | Matthew Rice       | Jelly Belly Cycling Team         | +06' 16"  |
|                         |                    |                                  |           |
| 48                      | Gert Vanderaerden  | DFL-Cyclingnews-Litespeed        | +18' 16"  |
| 70                      | Huub Duyn          | Team Slipstream / Chipotle       | +19' 49"  |

### Puntenklassement
| Ronde van Missouri 2007 |                    |                                  |        |
| Plaats                  | Naam               | Ploeg                            | Punten |
| Groene trui             | Iván Domínguez     | Toyota - United Pro Cycling Team | 41     |
| 2                       | Dominique Rollin   | KodakGallery.com - Sierra Nevada | 36     |
| 3                       | Luciano Pagliarini | Saunier Duval-Prodir             | 29     |

### Bergklassement
| Ronde van Missouri 2007 |                |                                |        |
| Plaats                  | Naam           | Ploeg                          | Punten |
| Rode trui               | Jeff Louder    | Health Net presented by Maxxis | 26     |
| 2                       | Anthony Colby  | Colavita / Sutter Home         | 17     |
| 3                       | Bernardo Colex | Universidad de Guadalajara     | 17     |

### Jongerenklassement
| Ronde van Missouri 2007 |               |                                |           |
| Plaats                  | Naam          | Ploeg                          | Tijd      |
| Witte trui              | Steven Cozza  | Team Slipstream / Chipotle     | 21u16'39" |
| 2                       | James Meadley | Jelly Belly Cycling Team       | +00' 37"  |
| 3                       | Matthew Crane | Health Net presented by Maxxis | +01' 19"  |